# Bürstenmann

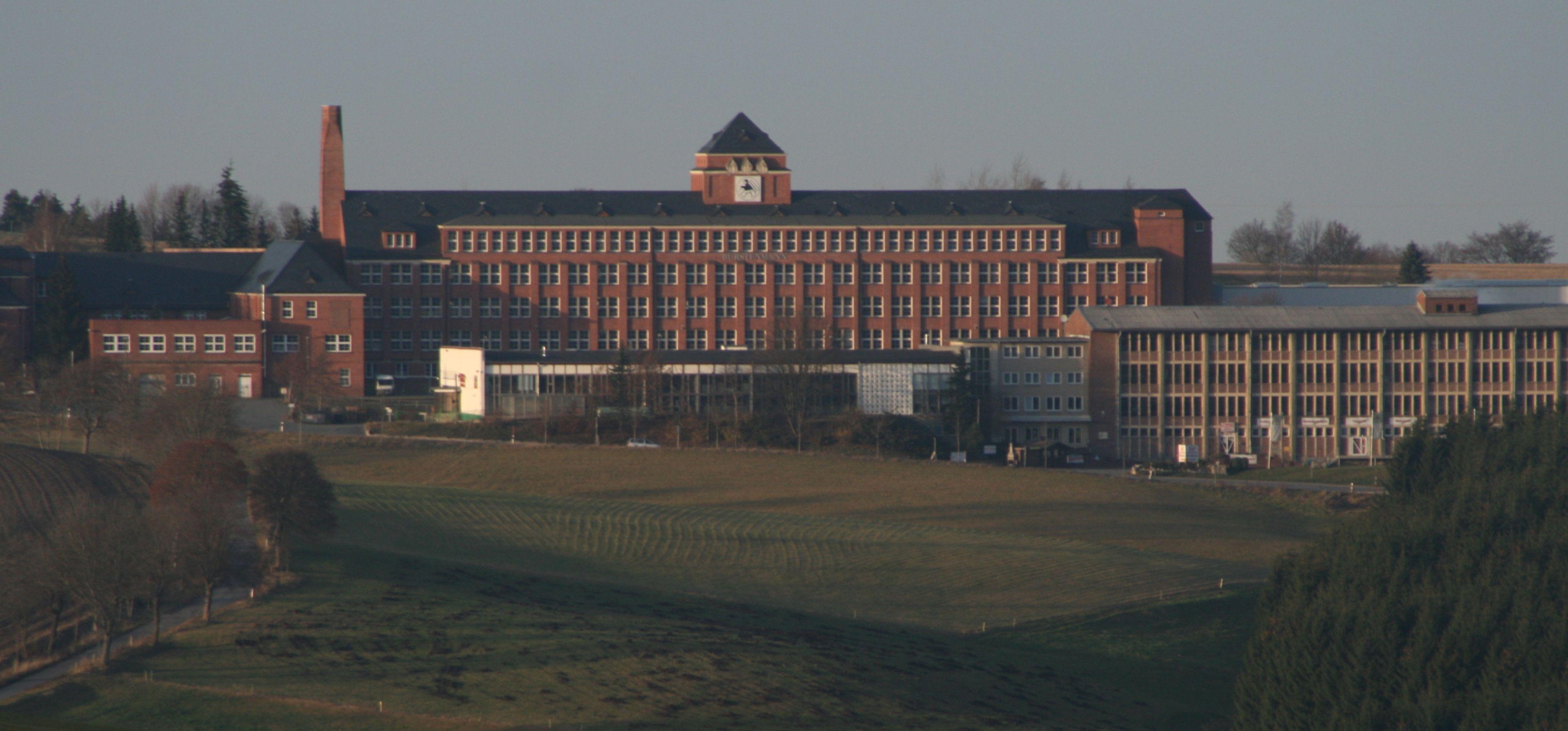
Bürstenfabrik, von Schönheide aus gesehen, in der Mitte der Bau von 1925, rechts Bauten aus den 1950er Jahren

Bürstenmann ist ein Hersteller von Haushaltswaren und Heimwerkerbedarf mit einem Sortiment von 1600 Produkten. Es werden u. a. jährlich 35 Millionen Zahnbürsten hergestellt. Die Bürsten- und Pinselherstellung prägte die Firma vom Beginn im Jahr 1906 bis zum Ende der DDR. 240 Mitarbeiter im 3-Schichtbetrieb werden beschäftigt. Der Produktionsort ist Stützengrün.

## Geschichte
1906 entstand die Bürstenfabrik während des mehrmonatigen Streiks der Schönheider Bürstenarbeiter als Abteilung des dortigen Konsumvereins. Sie war eine Selbsthilfeorganisation der Streikenden mit zunächst nur drei Arbeitern. Dies waren Arbeiter, die in den Bürstenfabriken nach dem Streik nicht wieder eingestellt wurden. Sie produzierten in gemieteten Räumen Bürsten. Dies entwickelte sich weiter und hatte 1913 schon 40 Arbeiter, die mit „modernen maschinellen Einrichtungen“ in einem Neunstundentag Bürsten herstellten und hauptsächlich an Konsumvereine und deren Großeinkaufsgesellschaft lieferten. Nach dem Ersten Weltkrieg übernahm 1919 die Großeinkaufsgesellschaft Deutscher Consumvereine m.b.H. (GEG) die Fabrik vom regionalen Schönheider Konsumverein. Sie errichtete 1925 ein großes mehrgeschossiges Fabrikgebäude im Stützengrüner Ortsteil Neulehn, in die die Produktion von Schönheide verlagert wurde. Die Zahl der Beschäftigten stieg von 1914 mit 100 auf 200 im Jahr 1930. Während der Zeit des Nationalsozialismus wurden die Konsumvereine und ihre Wirtschaftsbetriebe enteignet. Die Fabrik wurde während des Zweiten Weltkrieges auf Rüstungsproduktion umgestellt. Nach dem Ende des Krieges konnte auf Befehl der Sowjetischen Militäradministration (SMAD) die Produktion von Bürsten wieder aufgenommen werden. Vom Sommer 1945 an waren wieder über 100 Beschäftigte tätig, die zur Befriedigung der großen Nachfrage außer Bürsten auch Schuhe – Igelit-Schuhe – produzierten. In den 1950er Jahren wuchs die Fabrik erheblich. In dieser Zeit wurde die Fabrik durch einen Neubau erweitert. Anfang der 1960er Jahre waren in der Bürstenfabrik um 1.200 Personen beschäftigt. Der Frauenanteil machte über 50 % aus. Zu den in der Fabrik tätigen Belegschaft kamen zahlreiche Heimarbeiterinnen. Zeittypisch war eine große Fertigungstiefe mit eigenem Sägewerk und Presswerk für Teile aus Kunststoff. Mitte der 1960er Jahre gab es um die 800 verschiedene Produkte. In dieser Zeit wurde vom Zwei- auf den Drei-Schichtbetrieb umgestellt. Siegfried Sieber schreibt in seinem 1967 erschienenen Werk „Die Bergbaulandschaft von Schneeberg und Eibenstock“:
Dieses Werk zählt der Beschäftigtenzahl nach (1964: 1044) zu den größten Fabriken des westlichen Erzgebirges. [...] Das Werk ist die größte Bürstenfabrik und der größte konsumgenossenschaftliche Produktionsbetrieb der DDR. Es trägt Kombinatscharakter.
Weiter legt Sieber dar, außer einem Sägewerk bestehe ein Fabrikteil für Kunststoff-Halbfabrikate und für Kunstfasern, in der ersten Hälfte der 1960er Jahre sei das aus mehreren Teilbetrieben bestehende Werk um ein neues Kesselhaus und neue Fabrikgebäude für die Borstenzurichterei erweitert worden. Mehr als 7.000 Festmeter Buchenholz würden zu Bürstenhölzern verarbeitet. Neben Borsten und anderen Tierhaaren aus DDR-eigener Herkunft würde auch Borsten- und Haarmaterial importiert. Die Produktion sei von 1949 bis 1964 auf das Dreifache gestiegen. 35 Prozent der Produktion werde in 30 Länder exportiert. Ein betriebseigener Omnibus mit der Aufschrift „Bürstenmann“ hole die Beschäftigten aus den umliegenden Dörfern und bringe sie nach dem Ende der Schicht wieder zurück.
Die Fabrik wurde 1990 in eine GmbH umgewandelt und steht seitdem zu 100 Prozent im Eigentum der eingetragenen Genossenschaft Zentralkonsum e. G. Seit 1997 firmiert sie als Bürstenmann GmbH.

## Firmenprofil
Es werden Produkte für die Mundhygiene und für den Einsatz in Haus, Garten, Küche und WC gefertigt. Zahnbürsten werden in 143 Varianten und unterschiedlichen Farben, Formen, Materialien, Labels, Verpackungen hergestellt.
Die Firma ist im Handelsregister des Amtsgerichts Chemnitz unter HRB14964 eingetragen mit dieser Tätigkeitsbeschreibung: „Geschäftsgegenstand ist die Entwicklung, Herstellung und der Vertrieb von Besen, Bürsten und Pinseln sowie ähnlicher Produkte im In- und Ausland insbesondere unter der Marke "Bürstenmann" bzw. "Purodent" für Zahnbürsten und Verwertung von immateriellen Leistungen.“
2019 ging die langjährige Geschäftsführerin Margitta Siegel in den Ruhestand. In der Nachfolge wurden zwei Geschäftsführer bestellt.
Gemeinsam mit Denta Bross, ein 1991 gegründetes Joint Venture mit M+C Schiffer aus Neustadt (Wied), beschäftigt Bürstenmann ca. 300 Arbeitskräfte. Damit ist das Unternehmen in der strukturschwachen Erzgebirgsregion der größte Arbeitgeber.